# Hello Down There
Hello Down There is een Amerikaanse filmkomedie uit 1969 onder regie van Jack Arnold en Ricou Browning.

## Verhaal
De wetenschapper Fred Miller gaat bij wijze van experiment met zijn gezin voor een maand wonen in een woning op de bodem van de zee, omdat zijn geldschieter anders de stekker uit het project zal trekken. Zijn zoon en dochter maken deel uit van een rockgroep en ze nemen de leden ervan mee naar de zeebodem. Hun onderzeese woning is voorzien van alle nieuwe gemakken voor de moderne huisvrouw.

## Rolverdeling
| Acteur           | Personage         |
| ---------------- | ----------------- |
| Tony Randall     | Fred Miller       |
| Janet Leigh      | Vivien Miller     |
| Jim Backus       | T.R. Hollister    |
| Ken Berry        | Mel Cheever       |
| Roddy McDowall   | Nate Ashbury      |
| Charlotte Rae    | Myrtle Ruth       |
| Richard Dreyfuss | Harold Webster    |
| Kay Cole         | Lorrie Miller     |
| Gary Tigerman    | Tommie Miller     |
| Lou Wagner       | Marvin Webster    |
| Lee Meredith     | Dr. Wells         |
| Bruce Gordon     | Admiraal Sheridan |
| Frank Schuller   | Alan Briggs       |
| Arnold Stang     | Jonah             |
| Harvey Lembeck   | Sonarman          |